# Sokrates-Programm
Das Sokrates-Programm der Europäischen Union, später Programm für lebenslanges Lernen, förderte die transnationale Zusammenarbeit im Bildungsbereich. Schließlich ging es in Erasmus+ auf.

## Geschichte
Die zweite Phase des Programms begann am 1. Januar 2000 und lief bis zum 31. Dezember 2006. Sie setzte damit die Förderung europäischer Bildungskooperation der ersten Phase (1995–1999) fort und hatte ein Gesamtbudget von 1,85 Milliarden Euro. Seit 2007 wurde das Bildungsprogramm Sokrates durch das neue EU-Programm für Lebenslanges Lernen (LLLP) abgelöst. Die EU bewilligte bis 2013 knapp sieben Milliarden Euro für dieses neue Programm. 2014 ging das Programm schließlich in der Initiative Erasmus+ auf.

## Aufbau
Das Programm richtete sich an alle Einrichtungen im Bereich des Bildungswesens von der Vorschule bis zur Erwachsenenbildung und umfasste acht Aktionsbereiche:
- „Comenius“: Fördert Schulpartnerschaften, die Aus- und Weiterbildung des Schulpersonals sowie Netze für Schulpartnerschaften.
- „Erasmus“: Stellt die Basis zur Europäischen Zusammenarbeit der Hochschulen dar und fördert vor allem die Mobilität von Studierenden und Dozenten (z. B. durch Stipendien und Informationen) sowie den Aufbau thematischer Netze.
- „Grundtvig“: Unterstützt Europäische Kooperationsprojekte und Lernpartnerschaften sowie die Mobilität zur Fortbildung von Lehrkräften der Erwachsenenbildung und die Schaffung von Kontakt-Netzwerken.
- „Lingua“: Fördert durch die Ausbildung von Lehrern und verschiedene Projekte den Sprachenerwerb sowie die Entwicklung von Hilfsmitteln und Materialien zum Sprachunterricht
- „Minerva“: Erforschte neue Methoden des offenen Unterrichts und der Fernlehre sowie die Möglichkeiten zum Einsatz von Informations- und Kommunikationstechnologien im Bildungswesen.
- „Beobachtung und Innovation“: Zielte auf die Verbesserung der Qualität und Transparenz von Bildungssystemen, die Förderung des Innovationsprozesses im europäischen Bildungswesen durch Informations- und Erfahrungsaustausch sowie die Durchführung von vergleichenden Analysen der europäischen Bildungssysteme und -politiken.
- „Gemeinsame Aktionen“: Fördert Aktionen, die die bereits erwähnten Programme ergänzen und verzahnen.
- „Flankierende Maßnahmen“: Umfasst das „Marketing“ zu den europäischen Aktionsprogrammen sowie die Förderung der Programme auf lokaler Ebene (durch Material und Informationen).

Am Sokrates-Programm waren 31 Staaten beteiligt:
- Die 27 Staaten der Europäischen Union: Belgien, Bulgarien, Dänemark, Deutschland, Estland, Finnland, Frankreich, Griechenland, Irland, Italien, Lettland, Litauen, Luxemburg, Malta, Niederlande, Österreich, Polen, Portugal, Rumänien, Schweden, Slowakei, Slowenien, Spanien, Tschechien, Ungarn, Vereinigtes Königreich, Zypern.
- Drei der vier EFTA-Länder: Island, Liechtenstein, Norwegen, allerdings nicht die Schweiz.
- Die Türkei als Beitrittskandidat der EU.